# Влакк (лунный кратер)
Кратер Влакк (лат. Vlacq) — древний большой ударный кратер в юго-восточной материковой части видимой стороны Луны. Название присвоено в честь голландского книгоиздателя, автора логарифмических таблиц Адриана Влакка (1600—1667) и утверждено Международным астрономическим союзом в 1935 г. Образование кратера относится к донектарскому периоду.

## Описание кратера

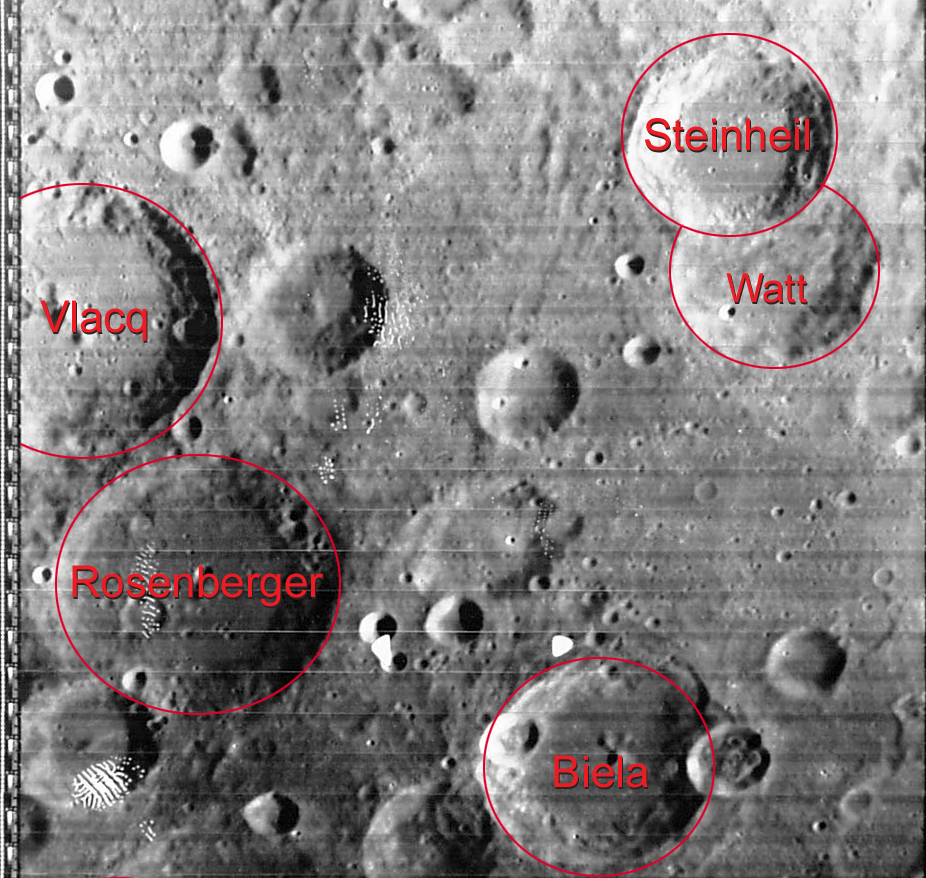
Окрестности кратера Влакк. Снимок зонда Lunar Orbiter - IV.

Ближайшими соседями кратера являются кратер Хоммель на западе, кратер Питиск на северо-западе, кратеры Штейнхейль и Уатт на северо-востоке, кратер Розенбергер на юго-востоке, и кратер Неарх на юге. Селенографические координаты центра кратера 53°23′ ю. ш. 38°41′ в. д. / 53,39° ю. ш. 38,69° в. д., диаметр 89,2 км, глубина 2,82 км.
Кратер разрушен достаточно сильно, но в меньшей в степени чем соседние кратеры. Южная часть вала перекрыта сателлитным кратером Влакк G. Внутренний склон вала достаточно широкий и сохранил следы террасовидной структуры. Средняя высота вала кратера над окружающей местностью 1410 м, объём кратера составляет приблизительно 7600 км³. Дно чаши кратера заполнено базальтовой лавой, ровное, испещрено множеством мелких кратеров. Юго-западная часть чаши покрыта породами, выброшенными при соседних импактах. В чаше находится скруглённый массив центрального пика, состоящего из анортозита.
Кратер Влакк и сателлитный кратер Влакк A включены в список кратеров с яркой системой лучей Ассоциации лунной и планетарной астрономии (ALPO).

## Сателлитные кратеры
| Влакк | Координаты                                            | Диаметр, км |
| ----- | ----------------------------------------------------- | ----------- |
| A     | 51°17′ ю. ш. 39°01′ з. д. / 51,28° ю. ш. 39,01° з. д. | 16,6        |
| B     | 51°09′ ю. ш. 39°46′ з. д. / 51,15° ю. ш. 39,76° з. д. | 17,2        |
| C     | 50°27′ ю. ш. 39°25′ з. д. / 50,45° ю. ш. 39,41° з. д. | 18,9        |
| D     | 48°44′ ю. ш. 36°10′ з. д. / 48,73° ю. ш. 36,17° з. д. | 31,9        |
| E     | 52°05′ ю. ш. 36°09′ з. д. / 52,09° ю. ш. 36,15° з. д. | 10,4        |
| G     | 55°00′ ю. ш. 38°01′ з. д. / 55° ю. ш. 38,01° з. д.    | 27,1        |
| H     | 47°57′ ю. ш. 34°53′ з. д. / 47,95° ю. ш. 34,88° з. д. | 11,1        |
| K     | 51°17′ ю. ш. 36°40′ з. д. / 51,29° ю. ш. 36,66° з. д. | 11,5        |

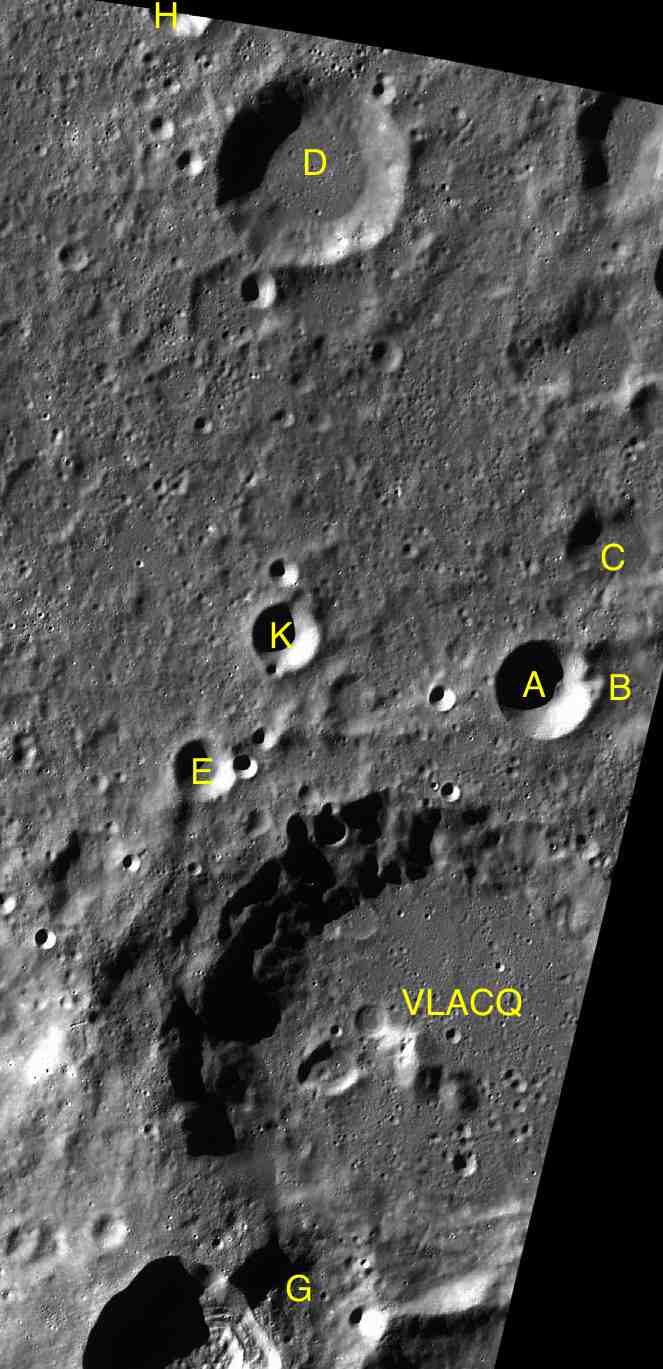
Фрагмент карты LAC-127.

- Образование сателлитного кратера Влакк D относится к нектарскому периоду[1].
- Образование сателлитного кратера Влакк G относится к раннеимбрийскому периоду[1].